# Linga (Schiff)
Die Linga ist eine Fähre des Shetland Islands Council.

## Geschichte
Das Schiff wurde als Projektnummer NG355 von BMT Designers & Planners entworfen und unter der Baunummer B597/1 auf der Werft Stocznia Polnocna (Northern Shipyard) in Danzig gebaut. Die Kiellegung fand am 5. Juni, der Stapellauf am 29. September 2001 statt. Die Fertigstellung des Schiffes erfolgte im Februar 2002.
Das Schiff wird vom Shetland Islands Council im Fährverkehr zur Shetland-Insel Whalsay eingesetzt.
Zum 1. Oktober 2010 wurde die Passagierkapazität des Schiffes von der Maritime and Coastguard Agency von 95 auf 50 Personen begrenzt. Während der jährlichen Werftliegezeit im Frühjahr 2011 wurde der Auftrieb des Schiffes verbessert, um den Stabilitätsvorgaben des Stockholm Agreement zu entsprechen.

## Technische Daten und Ausstattung
Das Schiff wird dieselelektrisch von zwei Elektromotoren mit jeweils 460 kW Leistung angetrieben, die auf zwei Propellergondeln wirken. Für die Stromerzeugung an Bord dienen drei Generatoren, die von Viertakt-Sechszylinder-Dieselmotoren des Herstellers Mitsubishi Heavy Industries (Typ: S6R2-MPTA) mit jeweils 630 kW Leistung angetrieben werden. Für den Not- und Hafenbetrieb dient ein Generator, der von einem Viertakt-Sechszylinder-Dieselmotor von Mitsubishi Heavy Industries (Typ: S6S-DT) mit 60 kW Leistung angetrieben wird. Das Schiff ist mit zwei Bugstrahlrudern mit jeweils 190 kW Leistung ausgerüstet.
Die Fähre verfügt über ein durchlaufendes Fahrzeugdeck. Das Fahrzeugdeck ist über Rampen am Bug und Heck zugänglich. Am Bug befindet sich die Zufahrt hinter einem nach oben zu öffnenden Bugvisier. Auf dem Fahrzeugdeck können 18 Pkw befördert werden. Die Decksaufbauten befinden sich an den beiden Seiten des Schiffes. Die beiden äußeren Fahrspuren des Fahrzeugdecks sind durch die Decksaufbauten in 2,2 Metern Höhe teilweise überbaut. Auf dem Deck über dem Fahrzeugdeck sind Aufenthaltsräume für die Passagiere eingerichtet. Darüber befindet sich im vorderen Bereich des Schiffes die geschlossene Brücke. Zur besseren Übersicht bei An- und Ablegemanövern geht sie etwas über die Schiffsbreite hinaus. Auf dem Deck unter dem Fahrzeugdeck befinden sich unter anderem Kabinen und Aufenthaltsräume für die Schiffsbesatzung sowie der Maschinenraum.